# Njoŭda
Njoŭda (vitryska: Нёўда) är ett vattendrag i Belarus.   Det ligger i voblasten Hrodna voblast, i den centrala delen av landet, 100 km väster om huvudstaden Minsk.
Trakten runt Njoŭda består till största delen av jordbruksmark. Runt Njoŭda är det ganska glesbefolkat, med 27 invånare per kvadratkilometer.